# Chalkidisierende Schale

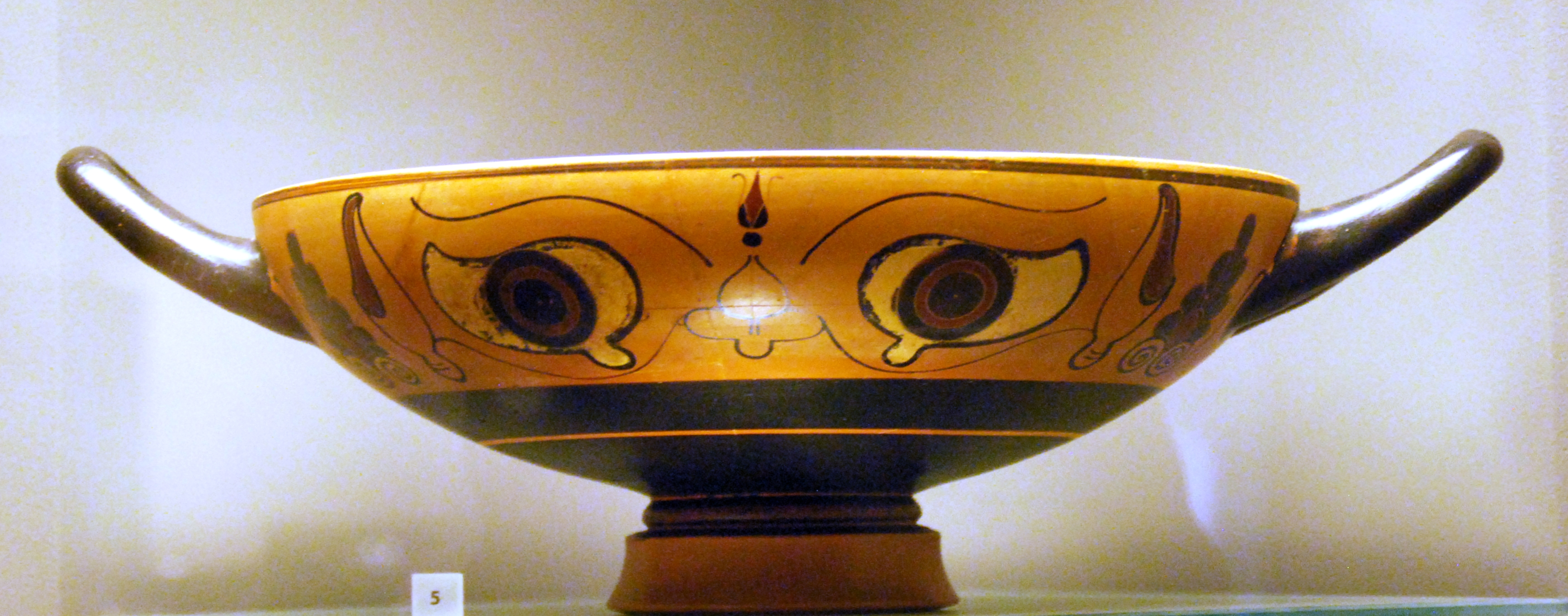
Chalkidisierende Schale

Chalkidisierende Schalen sind eine Sonderform attischer Augenschalen.
Chalkidisierende Schalen entstanden wohl in der bedeutenden Werkstatt des Töpfes Nikosthenes und seines Nachfolgers Pamphaios, wie man aus zwei in der Werkstatt entstandenen signierten Exemplaren schließen kann. Diese Schalenart hat einen niedrigen, aber schweren Schalenfuß mit einem konkaven Rand. Diese Form orientiert sich offenbar an einer Schalenform, die von chalkidischen Töpfern in Unteritalien kreiert wurden. Die Chalkidisierenden Schalen sind neben anderen derartigen Übernahmen ein Beispiel für die Übernahme unteritalischer Vasenformen, um den unteritalischen Geschmack bedienen zu können und weiterhin mit attischen Tonwaren den Markt für diese Produkte in Großgriechenland zu dominieren. Auch in der Verzierung orientierten sich die attischen Künstler teilweise an den Vorlieben des unteritalischen Marktes. So werden die Augen am äußeren Rand häufig durch Nasen und Satyrohren ergänzt. Bis auf ein Exemplar, das möglicherweise in Athen gefunden wurde, stammen alle bislang gefundenen Schalen aus Unteritalien. Sie wurden in den Jahren um 520 v. Chr. produziert.